# Zbieg
"Zbieg" – ósma płyta w dorobku pieśniarza, kompozytora i autora tekstów Marcina Stycznia, druga w pełni autorska. Składa się na nią 15 piosenek, które są przystankami w najważniejszej podróży z umysłu do serca. Autorem muzyki i słów zaprezentowanych na płycie jest Marcin Styczeń. Wydanie tego albumu wsparła zbiórka środków finansowych w serwisie 
crowdfundingowym polakpotrafi.pl.
Nagrań dokonano w drugiej połowie 2015 roku w składzie:
Marcin Styczeń - śpiew, gitara 
Łukasz „Samba” Dmochewicz - perkusja, instrumenty perkusyjne
Tomasz Pfeiffer - gitara (3,4,7,15)
Michał Przybyła - gitara basowa
Paweł "Pszczoła" Puszczało - kontrabas (3,5,7,11,12,13)
Tomasz „Orzeł” Rząd - gitara (2,12)
Jacek Wąsowski - gitara, banjo, dobro, mandolina

## Lista utworów
| LP | Tytuł utworu                  | Czas |
| -- | ----------------------------- | ---- |
| 1  | Zbieg                         | 2:54 |
| 2  | Tylko rytm                    | 3:20 |
| 3  | Myśli jak motyle              | 4:20 |
| 4  | Bałtyk                        | 4:11 |
| 5  | Zamroziłem swoje serce        | 2:53 |
| 6  | Mój ogień                     | 2:27 |
| 7  | On, czyli ja                  | 4:48 |
| 8  | To nic, że boli               | 2:05 |
| 9  | Emilia                        | 2:50 |
| 10 | Na dwa głosy                  | 2:30 |
| 11 | Dwie panie P. i jedna pani T. | 3:03 |
| 12 | Naga chwila                   | 3:53 |
| 13 | Obłok niewiedzy               | 2:14 |
| 14 | Ta droga                      | 2:37 |
| 15 | Wszystko ma swoje miejsce     | 3:22 |